# 近衛歩兵第10連隊
近衛歩兵第10連隊（このえほへいだい10れんたい、近衛歩兵第十聯隊）は、大日本帝国陸軍の連隊のひとつ。

## 沿革
- 1944年（昭和19年）

4月26日 - 軍旗拝受、以後は九十九里浜中央部の防御を担当し陣地構築に当たる
- 1945年（昭和20年）

8月15日 - 終戦

## 歴代連隊長
| 代 | 氏名     | 在任期間   | 備考 |
| -- | -------- | ---------- | ---- |
| 末 | 一本義郎 | 1944.4.6 - |      |